# Хо-Чанк
Хо-Чанк (англ. Ho-Chunk Nation Reservation) — индейская резервация сиуязычного народа виннебаго, расположенная на юго-востоке штата Миннесота и в центральной и южной частях штата Висконсин, США. Является одной из двух резерваций виннебаго, вторая — Уиннебейго.

## История
В 1830-х годах многие виннебаго переехали в регион к северу от реки Висконсин. В 1832 году племя было вынуждено уступить американским властям большую часть земель на юге современного штата Висконсин. Те, кто жил на уступленных землях, должны были переехать в восточную часть Айовы, называемую Нейтральной землёй. Договор, подписанный с правительством США в Вашингтоне в 1837 году, подтверждал уступку Висконсина и сокращал размер Нейтральной земли, но виннебаго не покинули Территорию Висконсин до 1840 года. Армия США попыталась депортировать племя в 1841 году, но многие виннебаго снова вернулись в Висконсин.
Виннебаго, которые переместились на Нейтральную землю, позже отправились в Миннесоту, затем в Южную Дакоту, и, наконец, правительство создало им резервацию в Небраске в 1863 году. Тем не менее, несмотря на все усилия федерального правительства, оно не смогло заставить всех виннебаго покинуть свои дома в Висконсине, и некоторые из тех, кто вынужден был уйти, вернулись. Многие белые в Висконсине хотели, чтобы племя было полностью переселено в резервацию Уиннебейго, и в 1873-74 годах штат и федеральное правительство снова попытались удалить виннебаго. К этому времени многие купили землю, чтобы стать гражданами и остаться в штате, но армия собрала и депортировала почти 900 индейцев. Тем не менее, около 250 удалось избежать выселения. Большинство из тех, кого армия вывезла в Небраску, снова вернулись в Висконсин в течение года. К 1880-м годам власти США решили позволить виннебаго занять 40-акровые фермы и остаться в штате. Начиная с 1878 года были созданы миссионерские школы, а в 1893 году была открыта государственная школа в округе Монро, которая предлагала образование и принудительную ассимиляцию — индейским детям не разрешалось говорить на своем родном языке или выражать традиционную культуру.
В 1934 году, когда правительство США приняло Закон о реорганизации индейцев, виннебаго Висконсина смогли получить федеральное признание. Племя постепенно увеличивало свою земельную базу и создало конституцию с помощью Национального конгресса американских индейцев в 1963 году, а в 1974 году смогло добиться компенсации за потерянные земли. 

## География
Резервация представляет собой большое количество несмежных участков земли, находящихся в центральной и южной частях Висконсина и на северо-востоке округа Хьюстон, штат Миннесота. В Висконсине её территория охватывает части округов Адамс, Вернон, Вуд, Дейн, Джуно, Джексон, Кларк, Кроуфорд, Ла-Кросс, Маратон, Монро, Рок, Сок и Шоно.
Общая площадь Хо-Чанк, включая трастовые земли (32,54 км²), составляет 41,47 км², из них 41,23 км² приходится на сушу и 0,24 км² — на воду. Административным центром резервации является город Блэк-Ривер-Фолс.

## Демография
По данным федеральной переписи населения 2010 года, в резервации проживало 1 375 человек.
Согласно федеральной переписи населения 2020 года в резервации проживало 1 577 человек, насчитывалось 471 домашнее хозяйство и 551 жилой дом. Средний доход на одно домашнее хозяйство в индейской резервации составлял 42 917 долларов США. Около 26,1 % всего населения находились за чертой бедности, в том числе 40,8 % тех, кому ещё не исполнилось 18 лет, и 10,9 % старше 65 лет.
Расовый состав распределился следующим образом: белые — 109 чел., афроамериканцы — 13 чел., коренные американцы (индейцы США) — 1 281 чел., азиаты — 3 чел., океанийцы — 1 чел., представители других рас — 10 чел., представители двух или более рас — 160 человек; испаноязычные или латиноамериканцы любой расы составили 94 человека. Плотность населения составляла 38,03 чел./км².

## Комментарии
1. ↑  Сам город не входит в состав резервации, а является лишь штаб-квартирой племени.